# Virus cúm A/H2N2

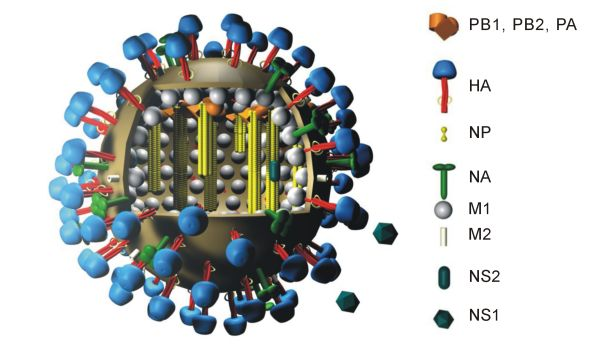
Hình ảnh cấu tạo Virus cúm A/H2N2

Virus cúm A/H2N2 là một phân nhóm của virus cúm A. H2N2 đã đột biến thành nhiều chủng khác nhau bao gồm cả chủng cúm Châu Á, H3N2 và các chủng khác nhau tìm thấy ở chim. Virus H2N2 cũng bị nghi ngờ gây đại dịch ở người vào năm 1889. Sự lan truyền địa lý của bệnh cúm Nga năm 1889 đã được nghiên cứu và công bố.
Cúm Nga 1978 là do siêu vi khuẩn H2N2 gây ra, nhưng bằng chứng không được đưa ra. Đây là đại dịch cúm sớm nhất có hồ sơ chi tiết. Gần đây, có những suy đoán rằng cúm Nga 1978 có thể được gây ra bởi một trong những chủng virus corona phát hiện vào thập niên 1960.
Cúm Châu Á là một đại dịch cúm thuộc nhóm cúm A có nguồn gốc từ Trung Quốc vào đầu năm 1956 kéo dài đến năm 1958. Một số tác giả tin rằng, virus này bắt nguồn từ đột biến ở vịt hoang kết hợp với chủng virus ở người đã có từ trước.
Virus H2N2 lúc đầu phát hiện ở Quý Châu, Trung Quốc, sau đó nó lan sang Singapore vào tháng 2 năm 1957, đến Hồng Kông vào tháng 4 và Mỹ vào tháng 6. Số người tử vong ở Mỹ khoảng 69,800 và ước tính các trường hợp tử vong trên toàn thế giới do đại dịch này gây ra rất khác nhau. Và nó dao động từ 1 đến 4 triệu. Tuy nhiên, theo báo cáo của WHO thì khoảng 2 triệu.
Cúm Châu Á thuộc phân nhóm H2N2 (kí hiệu liên quan đến cấu trúc protein hemagglutinin và neuraminidase trong virus) của cúm A, và vắc xin cúm được phát triển vào năm 1957 để ngăn chặn sự bùng phát của nó.
Chủng cúm Châu Á sau đó đã tiến hoá thông qua việc chuyển kháng nguyên thành H3N2, gây ra đại dịch nhẹ hơn từ năm 1968 đến 1969. Cả hai chủng đại dịch H2N2 và H3N2 đều chứa các phân đoạn RNA của virus cúm gia cầm.